# Friedrich Mie
Friedrich Mie (* 24. Juli 1865 in Sanitz bei Rostock; † 1. August 1911 in Warnemünde) war ein deutscher Gymnasiallehrer und  Althistoriker.

## Leben
Friedrich Mie, Sohn des Kaufmanns Amandus Mie, besuchte das Gymnasium der Großen Stadtschule Rostock, legte dort am 31. August 1883 die Reifeprüfung ab und studierte ab dem Wintersemester 1883/84 an der Universität Rostock Geschichte und Klassische Philologie. Am 20. März 1888 wurde er zum Dr. phil. promoviert. Die Lehramtsprüfung legte er am 10. Dezember 1888 in den Fächern Latein und Griechisch ab und am 29. Juni 1889 im Fach Geschichte; am 2. Dezember 1890 folgte eine Ergänzungsprüfung im Fach Französisch.
Nach dem Probejahr an der Großen Stadtschule Rostock (1890/91) unterrichtete Mie dort als Hilfslehrer. Vom 1. Oktober 1891 an wechselte er für ein Jahr an das Pensionat Paulinum des Rauhen Hauses in Horn bei Hamburg; anschließend kehrte er an die Große Stadtschule Rostock zurück. Von da ging er zum 1. April 1894 an das Realprogymnasium in Ribnitz. Nach wenigen Jahren verließ er Mecklenburg und ging zum 1. Januar 1896 als etatmäßiger Hilfslehrer an das Gymnasium und Realgymnasium in Bremerhaven. Ein Jahr nach seinem Dienstantritt wurde er zum Oberlehrer befördert; alle zwei bis drei Jahre erhielt er Gehaltserhöhungen.
Nach zwölf Jahren wechselte Mie von Bremerhaven an das Realgymnasium in Berlin-Grunewald (1. April 1908), wo er am 15. Dezember 1908 zum Gymnasialprofessor ernannt wurde. Er starb am 1. August 1911 im Alter von 46 Jahren bei dem Versuch, seinen Sohn aus den Wellen der Ostsee zu retten.
Neben dem Unterricht beschäftigte sich Mie mit wissenschaftlichen Studien zur griechischen Kultgeschichte, insbesondere zur Festordnung der Olympischen Spiele. Für das Jahr 1904/05 erhielt Mie ein halbes Reisestipendium des Deutschen Archäologischen Instituts, das für Oberlehrer bestimmt war. Dies ermöglichte ihm ausgedehnte Forschungsreisen in Griechenland sowie die Teilnahme am internationalen archäologischen Kongress zu Athen, der 1905 stattfand.

## Schriften (Auswahl)
- Quaestiones agonisticae imprimis ad Olympia pertinentes. Rostock 1888 (Dissertation)
- Zum Fünfkampf der Griechen. In: Neue Jahrbücher für Philologie und Pädagogik. Band 147, 1893, S. 785–815
- Die Festordnung der olympischen Spiele. In: Philologus. Band 60, 1901, S. 161–179
- Über διὰ πάντων und ὁ ἐπινίκιος in agonistischen Inschriften. In: Mitteilungen des Deutschen Archäologischen Instituts, Athenische Abteilung. Band 34, 1909, S. 1–22